# Russische presidentsverkiezingen 2024
De Russische presidentsverkiezingen van 2024 vonden plaats van 15 tot en met 17 maart 2024. Dit waren de achtste presidentsverkiezingen in het land. Zittend president Vladimir Poetin was de uitgesproken winnaar.
Mocht geen enkele kandidaat meer dan de helft van de stemmen hebben gekregen, dan zou drie weken later een tweede ronde plaatsvinden, op 7 april 2024. De winnaar zal naar verwachting op 7 mei 2024 worden ingehuldigd. 
15 personen (zes zelfbenoemde kandidaten (onafhankelijken) en negen partijvertegenwoordigers) dienden documenten in bij de Centrale Verkiezingscommissie om zich als kandidaten te registreren.
In november 2023 werd voormalig lid van de Doema Boris Nadezjdin de eerste persoon, gesteund door een geregistreerde politieke partij, die zijn kandidatuur aankondigde. Hij werd in december 2023 gevolgd door de zittende en onafhankelijke kandidaat Vladimir Poetin, die in aanmerking komt voor herverkiezing als gevolg van de grondwetswijzigingen van 2020. Later diezelfde maand maakten Leonid Slutsky van de LDPR, Nikolay Kharitonov van de Communistische Partij, Vladislav Davankov van Nieuwe Mensen en nog anderen hun kandidaturen bekend.
Tot zijn overlijden in gevangenschap op 16 februari 2024 was Alexej Navalny, net als bij de presidentsverkiezingen van 2018, het meest prominente lid van de Russische oppositie. Hij was uitgesloten van de verkiezingen door een eerdere strafrechtelijke veroordeling. De strafzaken tegen Navalny werden beschouwd als politiek gemotiveerd. Als gevolg hiervan verwachtten veel waarnemers, vooral in de westerse landen, dat de verkiezingen niet vrij of eerlijk zullen zijn. Ze verwachtten dat het verkiezingsproces zou worden gedomineerd door Poetin, die wordt beschuldigd van toenemende politieke repressie sinds hij in 2022 de invasie van Oekraïne begon.
Na de driedaagse verkiezingen werd op 17 maart 2024 duidelijk dat zittend president Vladimir Poetin de winnaar was met zo'n 87 procent van de stemmen, waardoor hij aan zijn vijfde ambstermijn van zes jaar kon beginnen. De drie andere kandidaten hadden elk 3 à 4 procent van de stemmen. Zij werden gezien in de westerse wereld als marionetten van Poetin in de door hem geregisseerde onvrije presidentsverkiezingen. Echte opposanten zoals Boris Nadezjdin werden van het stembiljet geweerd.

## Kandidaten

### Geregistreerde kandidaten
Per 26 januari 2024 waren er vier geregistreerde kandidaten.
| Naam van de kandidaat, leeftijd, politieke partij | Naam van de kandidaat, leeftijd, politieke partij | Naam van de kandidaat, leeftijd, politieke partij | Ervaring | Thuisstaat     | Campagne  | Details | Registratie datum | Uitslag verkiezingen |
| ------------------------------------------------- | ------------------------------------------------- | ------------------------------------------------- | --- | -------------- | --------- | --- | ----------------- | -------------------- |
| Vladimir Poetin (71) Onafhankelijk                |                                                   |                                                   | Huidige president van Rusland (2000-2008 en 2012-heden) Minister-President van Rusland (1999-2000 en 2008-2012) | Moskou         | (Website) | Tijdens een ceremonie ter onderscheiding van soldaten in december 2023 maakte Poetin bekend dat hij aan de verkiezingen zou deelnemen. Hij werd onder meer gesteund door Verenigd Rusland. | 29 januari 2024   | 87,67 %              |
| Nikolaj Charitonov (75) Communistische Partij     |                                                   |                                                   | Lid van de Doema (1993-heden)                                                                                   | Krasnodar Krai | (Website) | Kharitonov werd in december 2023 tijdens het partijcongres door zijn partij genomineerd. Hij deed eerder mee aan de presidentsverkiezingen van 2004 en werd tweede met 13,7% van de stemmen. Kharitonov diende documenten in om deel te nemen aan de verkiezingen op 27 december 2023 en 3 januari 2024. | 9 januari 2024    | 3,96 %               |
| Leonid Slutski (56) Liberale Democratische Partij |                                                   |                                                   | Leider van de Liberaal-Democratische Partij van Rusland (2022-heden) Lid van de Doema (1999-heden)              | Moskou         | (Website) | Slutsky werd in december 2023 tijdens het partijcongres door zijn partij genomineerd. Op 25 december 2023 en 1 januari 2024 diende hij documenten in bij de CEC | 5 januari 2024    | 3,01 %               |
| Vladislav Davankov (39) Nieuwe Mensen             |                                                   |                                                   | Vice-voorzitter van de Doema (2021-heden) Lid van de Doema (2021-heden)                                         | Moskou         | (Website) | Davankov werd in december 2023 tijdens het partijcongres door zijn partij genomineerd. Ook kreeg hij steun van de Partij van de Groei, die aankondigde te gaan fuseren met Nieuwe Mensen. Davankov diende documenten in om deel te nemen aan de verkiezingen op 25 december 2023 en 1 januari 2024.      | 5 januari 2024    | 3,81 %               |

## Reacties
Op 6 augustus 2023 zei Kremlin-woordvoerder Dmitri Peskov tegen The New York Times dat "onze presidentsverkiezingen niet echt democratisch zijn, maar dure bureaucratie. De heer Poetin zal volgend jaar worden herkozen met meer dan 90 procent van de stemmen." In een interview met persbureau RBK zei Peskov dat Rusland “theoretisch” geen presidentsverkiezingen hoeft te houden omdat “het duidelijk is dat Poetin zal worden herkozen.”
Op 6 november 2023 kondigde de Russische journaliste Yekaterina Duntsova haar voornemen aan om zich kandidaat te stellen voor het presidentschap; ze zei dat ze zich als onafhankelijke zou kandidaat stellen. De maand daarna werden haar nominatiedocumenten afgewezen door de Centrale Verkiezingscommissie.
In november 2023 kondigde de Russisch-nationalistische ex-militiecommandant Igor Girkin zijn voornemen aan om zich kandidaat te stellen, waarbij hij de verkiezingen in Rusland omschreef als een ‘schijnvertoning’ waarin 'de enige winnaar [verwijzend naar Poetin] van tevoren bekend is'.
De Russische Joelia Navalnaja, weduwe van de overleden oppositieleider Aleksej Navalny, riep tijdens de verkiezingen haar landgenoten op zich massaal rond 12.00 uur te verzamelen bij de kieslokalen en ongeldig te stemmen, als symbolisch politiek protest tegen de verkiezing. Duizenden Russen in verscheidene steden gaven gehoor aan oproep.